# Gli ultimi filibustieri (film 1943)
Gli ultimi filibustieri è un film del 1943, diretto da Marco Elter, tratto dall'omonimo romanzo di Emilio Salgari.
Rappresenta l'ideale seguito de Il figlio del corsaro rosso, girato l'anno precedente (ma distribuito nel gennaio del 1943) dallo stesso regista e con lo stesso cast.

## Trama
Neala, figlia del Corsaro Rosso, viene tenuta prigioniera in una fortezza dal governatore di Las Palmas, che intende sposarla per impossessarsi della sua dote. Il fratello di Neala, aiutato dai filibustieri, riesce ad espugnare la fortezza e a liberarla, uccidendo il governatore.

## Distribuzione
La pellicola raggiunse il circuito cinematografico italiano nel febbraio del 1943.

## Accoglienza
Il critico Raul Radice scrisse sul Corriere della Sera, del 12 febbraio 1943: